# Aphanogmus furcatus
Aphanogmus furcatus är en stekelart som beskrevs av Jean-Jacques Kieffer 1907. Aphanogmus furcatus ingår i släktet Aphanogmus och familjen pysslingsteklar. Arten är reproducerande i Sverige. Inga underarter finns listade i Catalogue of Life.